# Amantis tristis
Amantis tristis är en bönsyrseart som beskrevs av Werner 1933. Amantis tristis ingår i släktet Amantis och familjen Mantidae. Inga underarter finns listade i Catalogue of Life.